# Centurion Air Cargo
A Centurion Air Cargo foi uma companhia aérea de transporte de carga sediada no Aeroporto Internacional de Miami, no estado da Flórida. Encerrou suas operações em junho de 2018 depois de não conseguir reestruturar suas operações devido a dificuldades financeiras.

## História
A companhia aérea foi fundada como Challenge Air Cargo em 1985 como uma subsidiária da Challenge Air Transport. Em 1986, a companhia aérea tornou-se independente da Challenge Air Transport. Em 2001, após a aquisição dos negócios programados pela United Parcel Service, uma nova empresa foi formada como Centurion Air Cargo para assumir o certificado de operação aérea da Challenge.

## Frota

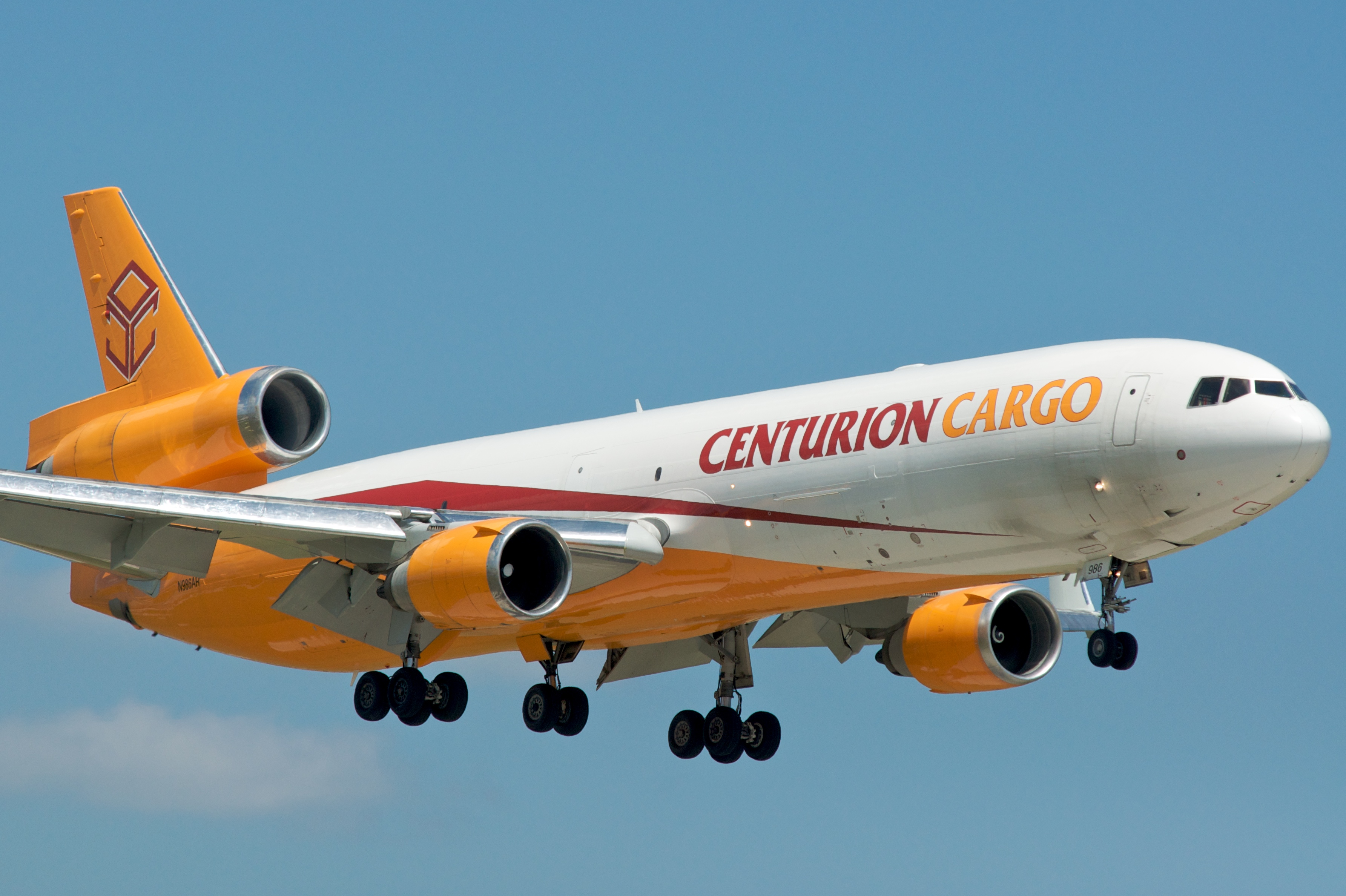
MD-11F da Centurion Air Cargo.

- 1 Boeing 747-400BDSF
- 2 Boeing 747-400ERF
- 1 McDonnell Douglas MD-11CF
- 6 McDonnell Douglas MD-11F

## Incidente em Viracopos
- No dia 13 de outubro de 2012, um avião cargueiro McDonnell Douglas MD-11F da companhia, prefixo N988AR, teve problemas ao pousar no aeroporto de Viracopos. A aeronave, vinda de Miami, sofreu um colapso no trem de pouso no momento em que aterrissou em Viracopos, no começo da noite. Um pneu também estourou durante o procedimento. Ninguém ficou ferido. Após a sua retirada do local, houve uma operação para tentar consertar a aeronave, mas devido ao alto custo do reparo e dos graves danos na estrutura da aeronave, sua recuperação foi classificada como inviável e a aeronave foi desmontada dias depois, tendo suas peças de valor retiradas e sua fuselagem abandonada em um dos pátios do aeroporto onde o incidente aconteceu. [2]